# Абакумово (Рязанская область)
Абакумово — село в Пронском районе Рязанской области России. Относится к Тырновскому сельскому поселению.

## История
Усадьба основана в первой половине XVII века дворянином Григорием Петровичем Кобяковым, далее принадлежала его внуку Иову Тимофеевичу Кобякову. В первой четверти XVIII века лейтенанту Фаддею Петровичу Тютчеву (1715—1787). В последней четверти — генерал-майору Николаю Федоровичу Ляпунову (1723—1791), женатому на Марии Дмитриевне Лобковой. В середине — второй половине XIX века в селе было две усадьбы. Одной из них владела графиня Вера Януарьевна Толстая (1825—1856), вышедшая замуж за штабс-ротмистра Александра Григорьевича Высоцкого (род. 1817). Второй усадьбой владели дворяне Томиловские, с 1850 года знаменитый путешественник, исследователь Аляски, селекционер, капитан Лаврентий Алексеевич Загоскин (1808—1890), женатый на Анне Алексеевне Томиловской и далее их наследники.
Сохранилась заброшенная церковь Ильи Пророка конца XIX века в духе эклектики с фрагментами росписей, построенная вместо прежней деревянной, а также пруд, часть яблоневого сада.

## Население
| 1859 | 1897 | 1906 | 2010 |
| ---- | ---- | ---- | ---- |
| 935  | ↘603 | ↗820 | ↘141 |

## Достопримечательности
В центре села находится одноглавая церковь Илии Пророка с трапезной и колокольней, 1885—1909 годов постройки, сооружённая на месте деревянной, существовавшей с 1725 года.

## Известные жители
В Абакумово, с конца XVI века, находилась усадьба (до наших дней не сохранилась), в разное время принадлежавшая Кобяковым, Коробьиным, Тютчевым, которой с 1859 года владел известный русский мореплаватель Лаврентий Загоскин.